# Piaski (Kamień)
Piaski – część wsi Kamień w Polsce, położona w województwie małopolskim, w powiecie krakowskim, w gminie Czernichów.
W latach 1975–1998 Piaski administracyjnie należały do województwa krakowskiego.